# Association les Hénokiens
Die Association les Hénokiens ist eine Organisation von traditionsreichen Familienunternehmen, die 1981 in Bordeaux auf Vorschlag von Gérard Glotin gegründet wurde. Diese umfasst 47 Mitgliedsunternehmen (Stand Juli 2017) in Europa und Japan. Nur Unternehmen, die seit mindestens 200 Jahren durchgängig in Mehrheitsbesitz der Gründerfamilie sind und von einem Nachkommen des Gründers geführt werden, können die Aufnahme beantragen.
Ältestes Mitglied ist das japanische Gasthaus (Ryokan) Hōshi, das älteste Unternehmen der Welt.

## Name
Der Name bezieht sich auf Enoch oder Henoch, einem Patriarchen der Bibel, dem Sohn Kains und Vater von Methusalem. Nachdem der 365 Jahre alt geworden sein soll, wurde er ins Himmelreich entrückt.

## Gründung
Die Gründung erfolgte auf Initiative von Gérard Glotin, dem Generaldirektor (Président-Directeur) des Spirituosenunternehmens Marie Brizard et Roger, der selbst ein Nachfahre der Schöpferin des ersten Anislikörs im Jahre 1755 ist.

## Kriterien der Mitgliedschaft
Die Mitglieder müssen folgende Kriterien erfüllen:
- mindestens 200 Jahre altes Familienunternehmen;
- die Nachfahren des Gründers verfügen nach wie vor über mindestens 50 % der Anteile;
- einer der Nachfahren des Gründers führt das Unternehmen oder ist Aufsichtsratsmitglied;
- gesunde Geschäftsbilanz;
- Bürgschaft durch ein anderes Mitglied der Organisation;
- Zahlung eines Mitgliedsbeitrags, dessen Höhe proportional zu ihrem Umsatz sein muss.

Der Wirtschaftszweig spielt keine Rolle.

## Zusammensetzung
- 2007 hatte sie 40 Mitglieder, 15 italienische, 11 französische, 4 deutsche, 4 japanische, 2 niederländische, 2 schweizerische, 1 belgisches und 1 nordirisches.
- 2008 waren es 39 Mitglieder
- Mit Stand Juli 2017 waren es 47 Mitglieder, einziges Mitglied aus Österreich ist seit 2014 A. E. Köchert.[2]
- Im Jahr 2020 war die Mitgliederzusammensetzung wie folgt:[3]

| Unternehmen                    | Land                   | Gründungsjahr |
| ------------------------------ | ---------------------- | ------------- |
| Acetaia Giusti                 | Deutschland            | 1605          |
| A. E. Köchert                  | Österreich             | 1814          |
| Akafuku                        | Japan                  | 1707          |
| Amarelli                       | Italien                | 1731          |
| Anker Gebr. Schoeller          | Deutschland            | 1733          |
| Augustea                       | Italien                | 1629          |
| Banque Hottinguer              | Frankreich             | 1786          |
| Bank Lombard Odier & Co        | Schweiz                | 1796          |
| Banque Pictet & Cie SA         | Schweiz                | 1805          |
| Beligné                        | Frankreich             | 1610          |
| Cartiera Mantovana             | Italien                | 1615          |
| Catherineau                    | Frankreich             | 1750          |
| Champagne Billecart-Salmon     | Frankreich             | 1818          |
| C. Hoare & Co.                 | Vereinigtes Königreich | 1672          |
| De Kuyper Royal Distillers     | Niederlande            | 1695          |
| Descours & Cabaud              | Frankreich             | 1782          |
| D’Ieteren                      | Belgien                | 1805          |
| Ditta Bortolo Nardini          | Italien                | 1779          |
| Dreyfus Söhne & Cie, Banquiers | Schweiz                | 1813          |
| Editions Henry Lemoine         | Frankreich             | 1772          |
| Établissements Peugeot Frères  | Frankreich             | 1810          |
| Fabbrica d’Armi Pietro Beretta | Italien                | 1526          |
| Fratelli Piacenza              | Italien                | 1733          |
| Friedr. Schwarze               | Deutschland            | 1664          |
| Garbellotto                    | Italien                | 1775          |
| Gekkeikan                      | Japan                  | 1637          |
| Guerrieri Rizzardi             | Italien                | 1678          |
| Hōshi                          | Japan                  | 717           |
| Hugel & Fils                   | Frankreich             | 1639          |
| Jean Roze                      | Frankreich             | 1656          |
| J. D. Neuhaus                  | Deutschland            | 1745          |
| Lanificio G.B. Conte           | Italien                | 1757          |
| Louis Latour                   | Frankreich             | 1797          |
| Mellerio dits Meller           | Frankreich             | 1613          |
| Möller Group                   | Deutschland            | 1730          |
| Nakagawa Masashichi Shoten     | Japan                  | 1716          |
| Okaya                          | Japan                  | 1669          |
| Pollet                         | Belgien                | 1763          |
| Revol Porcelaine               | Frankreich             | 1768          |
| SFCO                           | Frankreich             | 1685          |
| Stabilimento Colbachini        | Italien                | 1745          |
| Thiercelin                     | Frankreich             | 1809          |
| Toraya                         | Japan                  | 1500er        |
| Van Eeghen Group               | Niederlande            | 1662          |
| Viellard Migeon & Cie          | Frankreich             | 1796          |
| Vitale Barberis Canonico       | Italien                | 1663          |
| Yamasa                         | Japan                  | 1645          |
| Yamamotoyama                   | Japan                  | 1690          |
| Zaiso Lumber                   | Japan                  | 1690          |